# 2022 UEFA 유로파컨퍼런스리그 결승전
2022 UEFA 유로파컨퍼런스리그 결승전은 UEFA 유로파컨퍼런스리그의 첫번째 결승전이다. 경기는 2022년 5월 25일에 알바니아 티라나에 위치한 아레나 콤버타레에서 열렸다.
로마는 이 경기에서 1 – 0으로 승리를 거두어 UEFA 유로파컨퍼런스리그 첫 우승을 차지하였다. 하지만 그들은 이미 국내 리그 성적을 통해 2022-23년 UEFA 유로파리그 조별 예선 진출권을 획득했기 때문에 페예노르트가 2021-22 시즌 KNVB 컵 우승 팀으로서 플레이오프 대신 조별 예선에 진출하게 되었다. 만약 로마가 리그 성적으로 챔피언스리그나 유로파리그에 진출하지 못했다면 로마가 UEFA 유로파리그 조별 예선에 진출했을 것이다.

## 개최지 선정
UEFA는 2022년과 2023년 UEFA 유로파컨퍼런스리그 결승전 개최지를 선정하기 위해 공개 입찰 절차를 시작했다. 결승전 개최에 관심이 있는 협회는 2020년 2월 20일까지 관심을 표명하고 서류를 제출해야 한다.
UEFA는 이후 2022 UEFA 유로파컨퍼런스리그 결승전 개최 후보 도시 목록을 다음과 같이 공개했다.
- 알바니아 티라나: 아레나 콤버타레 (수용 인원: 22,500명)
- 프랑스 생테티엔: 스타드 조프루아 기샤르 (수용 인원: 41,965명)
- 그리스 이라클리오: 판크리티오 스타디움 (수용 인원: 26,240명)
- 북마케도니아 스코페: 토셰 프로에스키 아레나 (수용 인원: 33,460명)

UEFA는 2020년 12월 3일에 열린 집행위원회 회의에서 2022 UEFA 유로파컨퍼런스리그 결승전 개최지를 알바니아 티라나에 위치한 아레나 콤버타레로 선정했다. 아레나 콤버타레는 알바니아 축구 국가대표팀의 홈 경기장으로 쓰이고 있다.

## 결승전까지 가는 길
Note: 아래 모든 결과들에서, 결승전 진출팀들의 스코어는 먼저 주어진다. (H: 홈; A: 원정; N: 중립)
| 순위 | 팀            | 경기 | 승점 |
| ---- | ------------- | ---- | ---- |
| 1    | 로마          | 6    | 13   |
| 2    | 보되/글림트   | 6    | 12   |
| 3    | 조랴 루한스크 | 6    | 7    |
| 4    | CSKA 소피아   | 6    | 1    |

| 순위 | 팀              | 경기 | 승점 |
| ---- | --------------- | ---- | ---- |
| 1    | 페예노르트      | 6    | 14   |
| 2    | 슬라비아 프라하 | 6    | 8    |
| 3    | 우니온 베를린   | 6    | 7    |
| 4    | 마카비 하이파   | 6    | 4    |

## 경기
| 로마         | 1 - 0 | 페예노르트 |
| ------------ | ----- | ---------- |
| 차니올로 32′ |       |            |

| 로마 | 페예노르트 |

| GK          | 1  | 후이 파트리시우           | 84′   |     |
| CB          | 23 | 잔루카 만치니             |       |     |
| CB          | 6  | 크리스 스몰링             |       |     |
| CB          | 3  | 호제르 이바녜스           |       |     |
| DM          | 77 | 헨리흐 므히타랸           |       | 17′ |
| DM          | 4  | 브라얀 크리스탄테         |       |     |
| RM          | 2  | 릭 카르스도르프           |       | 89′ |
| LM          | 59 | 니콜라 잘레프스키         | 66′   | 67′ |
| AM          | 22 | 니콜로 차니올로           |       | 67′ |
| AM          | 7  | 로렌초 펠레그리니 (주장)  | 37′   |     |
| CF          | 9  | 태미 에이브러햄           |       | 89′ |
| 교체:       |    |                           |       |     |
| GK          | 87 | 다니에우 푸자투           |       |     |
| DF          | 5  | 마티아스 비냐             |       | 89′ |
| DF          | 15 | 에인슬리 메이틀랜드나일스 |       |     |
| DF          | 24 | 마라쉬 쿰불라             |       |     |
| DF          | 37 | 레오나르도 스피나촐라     | 90+4′ | 67′ |
| MF          | 17 | 조르당 베레투             |       | 67′ |
| MF          | 27 | 세르지우 올리베이라       |       | 17′ |
| MF          | 52 | 에도아르도 보베           |       |     |
| FW          | 11 | 카를레스 페레스           |       |     |
| FW          | 14 | 엘도르 쇼무로도프         |       | 89′ |
| FW          | 64 | 펠릭스 아페나잔           |       |     |
| FW          | 92 | 스테판 엘 샤라위          |       |     |
| 감독:       |    |                           |       |     |
| 조제 모리뉴 |    |                           |       |     |

| GK            | 1  | 저스틴 베일로              |     |     |
| RB            | 3  | 뤼트샤럴 헤이르트라위다    |     |     |
| CB            | 18 | 게르노트 트라우너          | 25′ | 74′ |
| CB            | 4  | 마르코스 세네시            |     |     |
| LB            | 5  | 타이렐 말라시아            |     | 88′ |
| CM            | 26 | 휘스 틸                    |     | 59′ |
| CM            | 17 | 프레드릭 아우르스네스      |     |     |
| CM            | 10 | 오르쿤 쾩취                |     | 88′ |
| RF            | 14 | 리스 넬슨                  |     | 74′ |
| CF            | 33 | 시릴 데서스                |     |     |
| LF            | 7  | 루이스 시니스테라          |     |     |
| 교체:         |    |                            |     |     |
| GK            | 16 | 발렌틴 코요카루            |     |     |
| GK            | 21 | 오피르 마르시아노          |     |     |
| GK            | 30 | 테이스 얀선                |     |     |
| DF            | 2  | 마르쿠스 홀름그렌 페데르센 |     | 74′ |
| DF            | 13 | 필립 산들러르              |     |     |
| DF            | 25 | 라몬 헨드릭스              |     |     |
| DF            | 32 | 덴젤 홀                    |     |     |
| MF            | 6  | 요리트 헨드릭스            |     |     |
| MF            | 28 | 옌스 토른스트라            |     | 59′ |
| FW            | 9  | 알리레자 자한바흐시        |     | 88′ |
| FW            | 11 | 브라이언 린센              |     | 74′ |
| FW            | 23 | 파트리크 볼레마르크        |     | 88′ |
| 감독:         |    |                            |     |     |
| 아르너 슬로트 |    |                            |     |     |

- 최우수 선수: 크리스 스몰링 (로마)

| 부심: 바실레 마리네스쿠 (루마니아) 오비디우 아르테네 (루마니아) 대기심: 산드로 셰러 (스위스) 비디오 보조심판(VAR): 마르코 프리츠 (독일) 보조 비디오 보조심판(VAR): 크리스티안 딩게르트 (독일) 바스티안 당케르트 (독일) | 경기 규칙 - 전후반 90분 동안 경기를 진행한다. - 전후반 90분 상황에서 동점이면 연장전 30분을 진행한다. - 연장전에서도 동점이면 승부차기를 진행한다. - 교체 선수 명단은 12명까지 올릴 수 있으며 한 팀당 최대 5명까지 교체할 수 있다. 연장전에 들어간 경우에는 최대 6명까지 교체할 수 있다. 각 팀에게는 3번의 선수 교체 기회가 주어지며 연장전에 한해 4번째 선수 교체 기회가 주어진다. 단 하프타임, 연장전 시작 이전, 연장전 하프타임에 일어난 선수 교체는 제외된다. |

## 같이 보기
- 2021-22년 UEFA 유로파컨퍼런스리그
- 2022년 UEFA 챔피언스리그 결승전
- 2022 UEFA 유로파리그 결승전
- 2022년 UEFA 슈퍼컵